# تیم دوچرخه‌سواری دراپاک
تیم دوچرخه‌سواری دراپاک (انگلیسی: Drapac Professional Cycling) یک تیم دوچرخه‌سواری در کشور استرالیا است.
این تیم در سال ۲۰۰۴ تأسیس و در مسابقاتی همچون تورهای قاره‌ای دوچرخه‌سواری شرکت کرده‌است.